# Felipe Diricksen

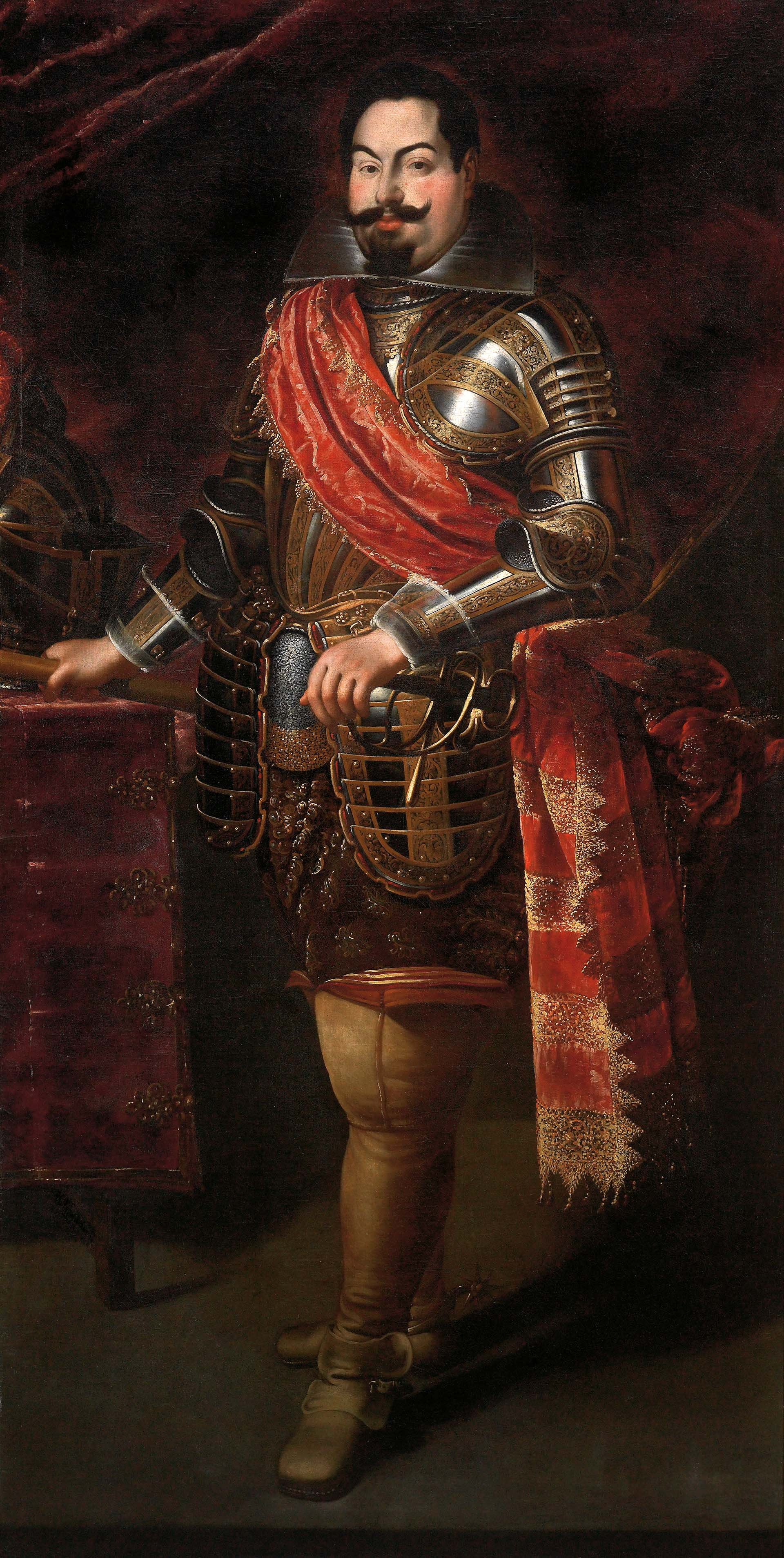
El duque de Feria, 1635, óleo sobre lienzo, 231 x 118 cm. Sevilla, Fundación Casa Ducal de Medinaceli, Casa de Pilatos.

Felipe Diricksen, Diriksen o Deriksen según firmó alguno de sus cuadros, (El Escorial, 1590-Madrid, 1679) fue un pintor barroco español, miembro de una familia de pintores flamencos, autor de retratos y pinturas religiosas.

## Biografía

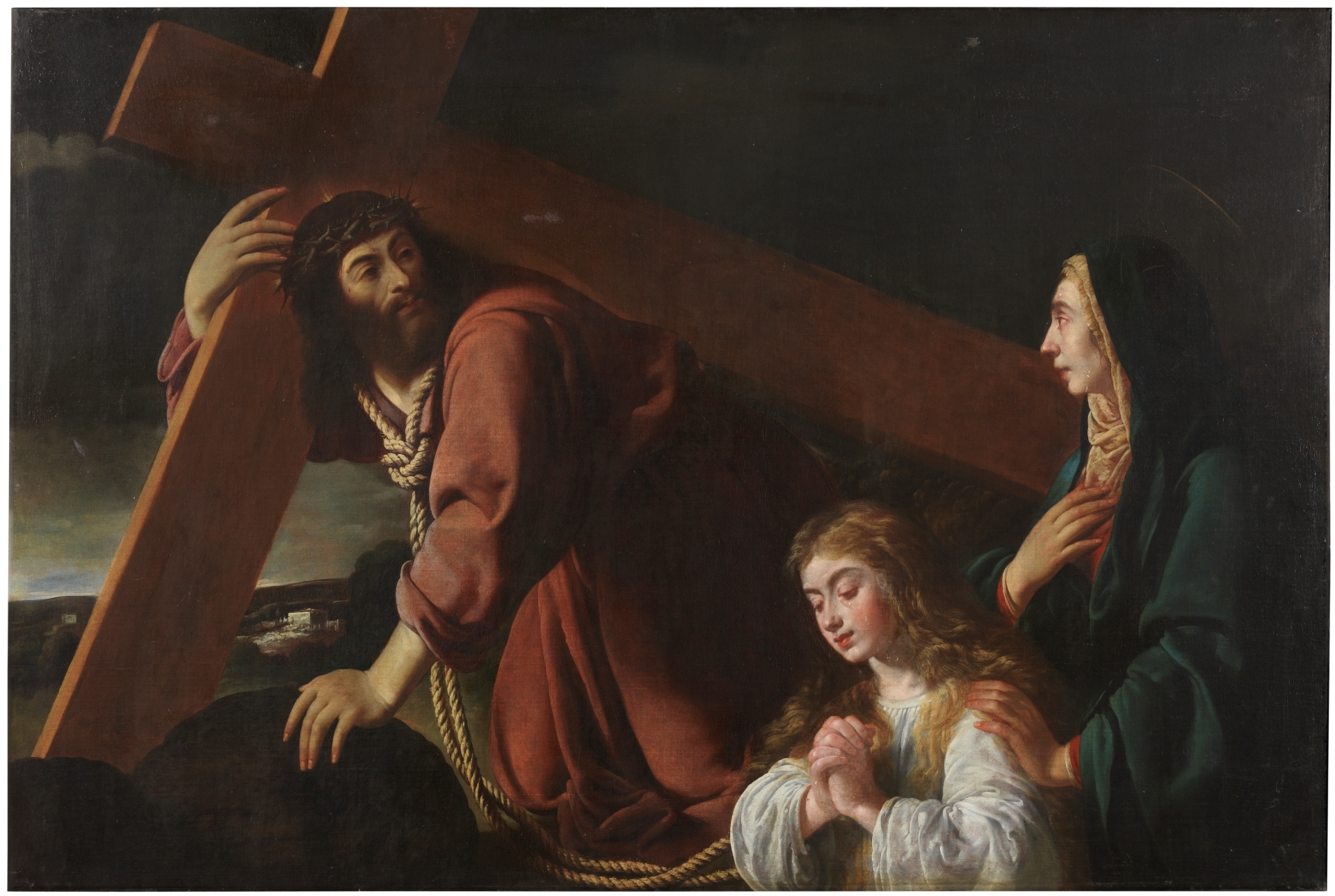
Cristo con la cruz a cuestas contemplado por María y el alma cristiana, hacia 1630-1650. Óleo sobre lienzo, 124 x 185 cm, Madrid, Museo del Prado.

Felipe Diricksen fue nieto de Anton van der Wyngaerde, llamado en España Antonio de las Viñas, e hijo del también pintor del rey Rodrigo Diricksen, natural de Oudenberg pero establecido en España desde muy niño, casado con Catalina Wijngaerde, natural de Amberes. Felipe Diricksen nació y fue bautizado en El Escorial en 1590. Con veinte años contrajo matrimonio con doña Ana Oliver y Bobadilla, cuya dote incluía una plaza de archero en la guardia flamenca del rey. En 1612 entró al servicio del rey jurando la plaza de archero. Al mismo tiempo debió de prestar al rey servicios como pintor, pues consta que en 1620 hizo un retrato de Felipe III en el traje con que asistió en Lisboa a la jura del príncipe, con una vista de la ciudad en la lejanía y la entrada que hizo el rey en ella por mar y tierra.
En 1627, a la muerte de Bartolomé González, solicitó la plaza de pintor del rey, sin obtenerla. Pocos más datos hay de su vida, referidos casi todos a su condición de archero de la guardia del rey, en la que se mantuvo en activo hasta 1639 y de la que cobraba todavía en 1678 como archero reservado. En su testamento declaraba haber sido padre de ocho hijos, uno de los cuales, Gabriel, heredó la plaza de archero y el oficio de pintor. La ausencia de noticias para los últimos treinta años de su vida puede llenarse, en parte, con el citado testamento de 1676 y el inventario de sus obras, hecho por Carreño. La pintura religiosa debió de ser su ocupación principal en esos años finales, citándose en aquellos documentos, sin mayor especificación, muchas pinturas hechas para don Jerónimo de Mascarenhas y la orden de San Benito, junto, quizá, con la enseñanza del oficio, pues con más de ochenta años decía tener todavía en casa un criado «a quien está enseñando el arte de la pintura».

## Obra

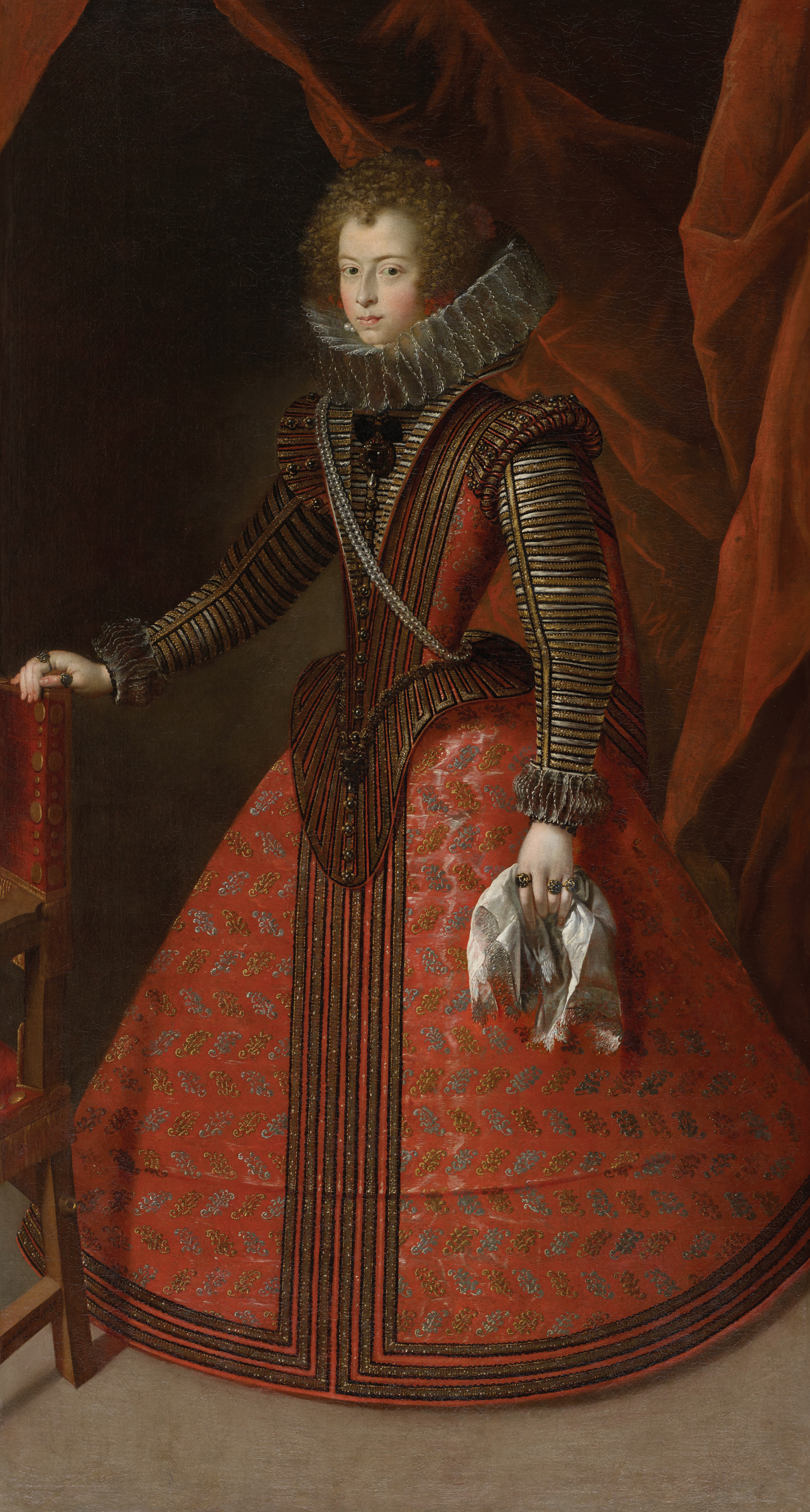
Retrato de la infanta María Ana de Austria, 1630 Óleo sobre lienzo, 208 x 118 cm. Portland (Oregón), Portland Art Museum.

Aunque estimable retratista, atento a las novedades aportadas por Velázquez a partir de 1623, la más primitiva de sus obras conocida es una recientemente descubierta Santa Teresa recibiendo el collar de manos de la Virgen y San José, fechada en 1612, para el antiguo convento de carmelitas descalzas de Tudela. La llegada de Velázquez a la corte y la ausencia de encargos, pudo determinar una dedicación progresivamente mayor a la pintura religiosa. Así, la más compleja de sus obras conservadas es el retablo de la Capilla de Mosén Rubí en Ávila, fechado entre 1627 (San Marcos) y 1629 (Santa Teresa), que consta de seis lienzos en un estilo próximo al de Eugenio Caxés, con su misma preocupación claroscurista, a la vez que con deudas con Vicente Carducho, cuya Anunciación del Monasterio de la Encarnación de Madrid imita. Para el Calvario del ático, por otro lado, se sirvió de una célebre composición de Miguel Ángel conocida a través de estampas. De 1627 es también la desaparecida Imposición de la casulla a San Ildefonso de los carmelitas descalzos de Cuerva. 
Aparte de estas obras, en el citado monasterio de la Encarnación de Madrid se conserva un cuadro de La Virgen María entre María Magdalena y san Juan Evangelista, fondo de urna para un Cristo yacente de Gregorio Fernández, que se le atribuye de antiguo y presenta algunas similitudes con Cristo con la cruz a cuestas contemplado por María y el alma cristiana, obra recientemente agregada a su catálogo e incorporada en 2016 a la colección del Museo del Prado, habiéndose perdido otros cuadros de asunto religioso citados por las fuentes, entre ellos un San Diego que estaba en la sacristía de los carmelitas descalzos de Toledo firmado «Phillipus Deriksen faciebat en Madrid 1643». 
De su labor como retratista, perdido el retrato de Felipe III minuciosamente descrito en los inventarios y los que hizo del marqués de Leganés y su esposa, restan únicamente el retrato de un Caballero de la familia Ibarra, en el ayuntamiento de Éibar (1628), cuya pose repite el del Conde-Duque de Olivares de Velázquez en Sao Paulo, un retrato de la infanta María, hermana de Felipe IV, fechado en 1630 (Portland Art Museum), obra de calidad en la línea del retrato de corte, y el Retrato de Gómez Suárez de Figueroa, III duque de Feria, firmado en 1635, conservado en la fundación casa ducal de Medinaceli, buena muestra de su hacer como retratista en la misma línea del tradicional retrato de corte con influencias velazqueñas.